# Ipomée à feuilles de lierre
Ipomoea hederifolia
Espèce
Classification phylogénétique
L'ipomée à feuilles de lierre (Ipomoea hederifolia) est une liane herbacée de la famille des Convolvulacées, originaire d'Amérique, qui s'est largement répandue dans toutes les régions tropicales.
La plante est caractérisée par des petites fleurs d'un rouge éclatant, qui lui valent localement, notamment à La Réunion, d'être surnommée goutte de sang. C'est une espèce proche de l'Ipomée à fleurs rouges (Ipomoea coccinea) dont elle a parfois été considérée comme une simple variété. Ipomoea hederifolia se distingue par une teinte plus écarlate et par des feuilles de forme plus nettement palmatilobée.
On appelle aussi parfois ipomée à feuilles de lierre Ipomoea hederacea, une espèce à feuilles similaires mais à fleurs de couleur bleu pâle, également connue sous le nom d'étoile du matin.
Synonymes: Ipomoea coccinea var. hederifolia